# Porta Romana (Siena)
Porta Romana è una delle antiche porte nelle mura di Siena, situata sul percorso dell'antica Via Cassia.

## Storia e descrizione
Fu innalzata nel 1327-1328 da Agnolo di Ventura e Agostino di Giovanni, munita di merli e di un antemurale di difesa.
Nel 1417 venne commissionata a Taddeo di Bartolo la pittura che la doveva ornare con la raffigurazione della Vergine, al pari della altre porte cittadine, a impetrare la protezione divina sulla città. L'opera fu continuata da Stefano di Giovanni, detto il Sassetta, e alla morte dell'artista, tre anni dopo, fu affidata a Sano di Pietro, che la terminò finalmente nel 1466. La raffigurazione si stendeva con una Gloria di angeli nel sottarco e con l'Incoronazione della Vergine nell'arcone centrale; nel 1978, gli affreschi, a causa dell'avanzato degrado, vennero staccati e trasferiti nella basilica di San Francesco.